# Final do Campeonato Carioca de Futebol de 2022
A final do Campeonato Carioca de Futebol de 2022 foi a decisão da 125.ª edição do Campeonato Carioca de Futebol, também apelidado de "Cariocão", torneio profissional de futebol masculino organizado anualmente pela Federação de Futebol do Estado do Rio de Janeiro (FERJ). Foi realizada entre 30 de março e 2 de abril, sendo disputada por Flamengo  e Fluminense , ambos do Rio de Janeiro. Na primeira partida, vitória tricolor por 2–0 e, na segunda partida, empate em 1–1. Assim, o Fluminense foi o campeão — conquistando seu 32.º título do Campeonato Carioca — e o Flamengo, o vice-campeão. 
O Flamengo buscava seu 38° título, enquanto o Fluminense buscava seu 32° título, algo que não acontecia desde 2012, quando foi campeão em cima do Botafogo. O Flamengo estava numa sequência de três títulos consecutivos (o que não acontecia desde 2009), e tinha esperanças de um inédito tetracampeonato. O próprio Fluminense foi vice-campeão para o Rubro-Negro em 2020 e 2021; em 2019, o segundo lugar ficou com o Vasco da Gama.

## Jogos
Fonte: 
Ida
| 30 de março                           | Flamengo | 0 – 2         | Fluminense    | Estádio do Maracanã, Rio de Janeiro                               |  |
| 21:40                                 |          | Súmula (FERJ) | Cano 82', 84' | Público: 52 821 Árbitro: RJ Wagner do Nascimento Magalhães (FIFA) |  |
| \| \| Flamengo \| \| Fluminense \| \| |          |               |               |                                                                   |  |
|                                       | Flamengo |               | Fluminense    |                                                                   |  |

Volta
| 2 de abril                            | Fluminense | 1 – 1         | Flamengo | Estádio Maracanã, Rio de Janeiro                         |  |
| 18:00                                 | Cano 43'   | Súmula (FERJ) | Gabi 28' | Público: 69 760 Árbitro: RJ Bruno Arleu de Araújo (FIFA) |  |
| \| \| Fluminense \| \| Flamengo \| \| |            |               |          |                                                          |  |
|                                       | Fluminense |               | Flamengo |                                                          |  |